# 2ちゃんねるの呪い
『2ちゃんねるの呪い』（にちゃんねるののろい）は、2010年から展開された日本のオリジナルビデオ作品シリーズ。VOL.8まで製作され、2014年に傑作選「2ちゃんねるの呪い The Best」がリリースされた。
また、劇場版も2度にわたって製作、上映されている。

## キャスト

### 映画
- 尾島知佳 - 蓮井楓
- 野元愛 - 蓮井樹
- 山崎潤 - 金本照雄
- 佐伯大地 - 前田修平
- 北村岳子
- 矢野みのり

### オリジナルビデオ
2ちゃんねるの呪いシリーズ（VOL.1〜VOL.8）。
- 齊藤夢愛
- 野田彩加
- 渡辺志穂
- 春野恵
- いとうあこ
- 高咲里音
- 新井賀子
- 増井みお
- 西平風香
- 岡崎和寛
- 石野敦士
- 助川まりえ
- 府川智治
- 清水さとみ
- 高橋のぶ
- 由愛可奈
- 田中俊
- 岡田愛美
- 坪内悟
- 愛葉るび
- 長友誠
- 金城成美
- 岸田連矢
- 大村仁望
- 巴奎依
- 尾島知佳
- 三田寺理紗
- 茜音
- 門田典子
- 春香クリスティーン
- 倉益悠希
- 替地桃子
- 佐藤睦
- 坂本大河
- 坪内守
- 梶沼萌花

## スタッフ

### 映画
- 監督 - 永江二朗
- 脚本 - 永江二朗
  福島芳樹